# Al Shat Tripoli
Al Shat Tripoli is een Libische voetbalclub uit Tripoli die speelt in de Premier League, de Libische eerste klasse. De club werd in 1982 opgericht.

## Palmares
- Premier League
  - Landskampioen: 1996

- Beker van Libië
  - Finalist: 1998

- Libische Supercup
  - Finalist: 1998

Al Ahly Benghazi · Al Ahly Tripoli · Al Akhdar Derna · Al Ittihad Tripoli · Al Jazeera Tripoli · Al Madina Tripoli · Al Nasr Benghazi · Al Olympic Zaouia · Al Shat Tripoli · Al Soukour · Al Tahaddy Benghazi · Al Wahda Tripoli · Khaleej Syrte · Ngom Egdabya